# Rimas Geniušas
Rimas Geniušas   (Sant Petersburg, 28 d'agost de 1920 - Vílnius, 1 de febrer de 2012) fou un director, pianista i professor de música de Lituània.
Va estudiar en el Conservatori de Kaunas amb Balys Dvarionas (piano) i Mykolas Bukša (direcció d'orquestra), entre 1949/59. Més tard feu pràctiques al Conservatori de Leningrad.
El 1945 debuta al Teatre Musical de Kaunas, dirigint el Il barbiere di Siviglia de Rossini. Entre 1952 i 1996, va treballar al Teatre lituà d'Òpera i Ballet de Vilnius, entre 1958 i 1975 i després entre 1991 i 1993, en fou el cap principal. Va dirigir l'estrena del ballet de Julius Juzeliūnas "On the Sea" (1953), les òperes de Vytautas Klova, Daughter (1960) i Vytautas Laurušas The Strayed Birds (1967), etc. El 1973 va gravar per primera vegada l'òpera de Rodion Sxedrín Not Only Love per a l'empresa "Melodia".
Entre 1949 i 1999 fou professor al Conservatori de Lituània, i des del 1975 va dirigir el departament de preparació de l'òpera. El 1982 va rebre el títol de professor.
Llorejat amb Premi Estatal de la República Socialista Soviètica de Lituània (1960), Artista popular de l'RSS de Lituània (1964). Comandant de l'Orde de Gediminas del tercer grau (1996). Va actuar com a director d'orquestra i pianista a Lituània i a l'estranger.
Dos fills de Rimas Geniušas són també músics professionals: Petras Geniušas (nascut el 1961) - pianista, i Julius Genius (n. 1962) - director d'orquestra.
Va rranjar els ballets; de Julius Juzeliūnas, Ant marių kranto, (A la vora de la llacuna), 1953 i Passions d'Antanas Rekašius, 1971.

## Premis
- 1960 Premi estatal LSSR
- 1964 Artista popular de la LSSR
- 1996 Ordre de Gedimin 3r grau[3]